# 2039
|  | Denne artikel beskriver en fremtidig begivenhed Denne artikel eller sektion handler om planlagt eller forventet fremtidig begivenhed. Der kan forekomme spekulativ information, og indholdet kan ændres dramatisk når begivenheden nærmer sig og mere information bliver tilgængelig. |

| 2039               |
| ------------------ |
| Dødsfald - Fødsler |
|                    |

| Gregoriansk kalender | 2039 MMXXXIX            |
| Ab urbe condita      | 2792                    |
| Armensk kalender     | 1488 ԹՎ ՌՆՁԸ            |
| Kinesiske kalender   | 4735 – 4736 戊午 – 己未 |
| Etiopisk kalender    | 2031 – 2032             |
| Jødisk kalender      | 5799 – 5800             |
| Hindukalendere       |                         |
| - Vikram Samvat      | 2094 – 2095             |
| - Shaka Samvat       | 1961 – 1962             |
| - Kali Yuga          | 5140 – 5141             |
| Iransk kalender      | 1417 – 1418             |
| Islamisk kalender    | 1461 – 1462             |

2039 (MMXXXIX) begynder året på en lørdag. Påsken falder dette år den 10. april.
Se også 2039 (tal)

## Forudsigelser og planlagte hændelser
- September – 100året for udbruddet af 2. verdenskrig (1939-1945)
- September – Ifølge kabbala kommentatoren Nachmanides (1194 – ca. 1270), skal Messias have komme inden da, ellers vil harmagedon indtræffe.
- September – Warrenkommissionens dokumenter omkring attentatet på USAs 35. præsident John F. Kennedy (1917 – 1963) vil blive offentliggjort.
- 7. november – Mekurpassage[1]
- Aftalen mellem Storbritannien og USA (Destroyers for Bases Agreement) fra 1940 der gav USA 99års frit leje af en række britiske flådebaser, mod overdragelse af halvtreds destroyer fra den amerikanske til den britiske flåde, udløber.

## Billeder
- Mekurpassage, denne fra 2006
- John Kennedy med hans kone, Jacqueline. Kort før han blev skudt
- Warrenkommissionens